# Cantó de Bitche
El cantó de Bitche és un cantó francès del departament del Mosel·la, situat al districte de Sarreguemines. Té 46 municipis i el cap és Bitche.

## Municipis
- Achen
- Baerenthal
- Bettviller
- Bining
- Bitche
- Bousseviller
- Breidenbach
- Éguelshardt
- Enchenberg
- Epping
- Erching
- Etting
- Goetzenbruck
- Gros-Réderching
- Hanviller
- Haspelschiedt
- Hottviller
- Lambach
- Lemberg
- Lengelsheim
- Liederschiedt
- Loutzviller
- Meisenthal
- Montbronn
- Mouterhouse
- Nousseviller-lès-Bitche
- Obergailbach
- Ormersviller
- Petit-Réderching
- Philippsbourg
- Rahling
- Reyersviller
- Rimling
- Rohrbach-lès-Bitche
- Rolbing
- Roppeviller
- Saint-Louis-lès-Bitche
- Schmittviller
- Schorbach
- Schweyen
- Siersthal
- Soucht
- Sturzelbronn
- Volmunster
- Waldhouse
- Walschbronn

## Història
| Data d'elecció                           | Identitat                    | Partit                                      | Qualitat |
| ---------------------------------------- | ---------------------------- | ------------------------------------------- | -------- |
| 1945-1949                                | M. Schell                    | RI                                          |          |
| 1949-1955                                | M. Lang                      | RPF                                         |          |
| 1955-1979                                | M. Niederberger              | MRP, després Divers droite, després UDF-CDS |          |
| 1979-1998                                | Joseph Schaeffer             | Divers droite                               |          |
| 1998-2011                                | Gilbert Maurer               | PS                                          |          |
| 2011-2015                                | Gérard Humbert               | Divers droite                               |          |
| 2015-                                    | Anne Mazuy-Harter David Suck | UDI                                         |          |
| les dades anteriors no són pas conegudes |                              |                                             |          |
|                                          |                              |                                             |          |

## Demografia
| 1962                                             | 1968   | 1975   | 1982   | 1990   | 1999   | 2009   | 2013   |
| 13.180                                           | 14.269 | 14.079 | 14.270 | 14.093 | 14.228 | 13.890 | 34.693 |
| ------------------------------------------------ | ------ | ------ | ------ | ------ | ------ | ------ | ------ |
| A partir de 1990 : Població sense dobles comptes |        |        |        |        |        |        |        |